# 브루노 수쿨리니
브루노 수쿨리니(Bruno Zuculini, 1993년 4월 2일 벨렌데에스코바르 ~ )는 아르헨티나의 축구 선수로 포지션은 미드필더이다. 현재는 아르헨티나 프리메라 디비시온의 리버 플레이트에서 활약하고 있다.